# Perce-neige
Pour les articles homonymes, voir Perce-neige (homonymie).
Pour l’article ayant un titre homophone, voir Perceneige.
Taxons concernés
Parmi la famille des Amaryllidaceae :
- Plusieurs espèces du genre :
  - Galanthus L. dont :
    - Galanthus elwesii Hook.f.
    - Galanthus nivalis L.
    - Galanthus woronowii (en) Losinsk.
- Autres espèces :
  - Leucojum vernum L.modifier

Perce-neige  est un nom vernaculaire désignant en français diverses plantes de la famille des Amaryllidaceae, à fleurs en clochettes blanches maculées de vert, qui poussent et fleurissent généralement en hiver ; pour ce faire, elles ont la capacité de percer une faible couche de neige.
Attesté dès 1641, le terme Perce-neige est un nom ancien, littéraire ou devenu comme tel et est aujourd'hui très populaire. Cependant, c'est un terme ambigu, et ce depuis ses origines. Diverses espèces sont concernées, en premier lieu Galanthus nivalis et Leucojum vernum, dont les similarités morphologiques, d'habitat et d'époque de floraison ont provoqué de nombreuses confusions.
Afin d'éviter toute ambiguïté, il est aujourd'hui recommandé d'utiliser le terme Perce-neige pour désigner Galanthus nivalis. En deuxième lieu, il peut, muni d'une épithète être utilisé pour désigner des espèces du genre Galanthus comme c'est le cas pour Galanthus elwesii le Perce-neige géant. L'espèce Leucojum vernum, quant à elle, est plutôt nommée Nivéole de printemps.

## Espèces concernées
Galanthus nivalis et Leucojum vernumsont deux plantes dont la morphologie s'apparente. Leur biotope est similaire, à savoir des sols humifères et humides et ce sont plutôt des plantes d'ombre ou de demi-ombre. Géographiquement, G. nivalis est cosmopolite bien que plus courante en climat océanique (moitié Ouest de la France) et L. vernum n'est présente qu'en climat continental (moitié Est de la France). Elles fleurissent également à la même période, aux alentours du mois de février. De ce fait, il est probable que leur confusion date de fort longtemps.
Beaucoup plus rares dans les régions francophones, sont concernées également certaines espèces du genre Galanthus telles que Galanthus elwesii, le Perce-neige géant dont la présence sporadique a été repérée par exemple dans le Jura suisse en 2002, ou Galanthus woronowii, le Perce-neige de Voronov, ce dernier nom n'ayant pas un usage attesté. Le terme perce-neige est alors toujours suivi d'une épithète.

### Clé de détermination botanique
Les genres Galanthus et Leucojum se différencient par leurs fleurs ainsi que leur tige et leurs feuilles : 
- les pièces florales de Galanthus sont composées de 6 divisions égales 3 à 3. Les 3 extérieures, plus longues, ovales et obtuses, et étalées, les 3 inférieures, plus courtes, se rapprochant et tachées de vert au sommet. 2 feuilles d'un vert bleuté profond émanent d'une tige ronde (1 voire 2 feuilles peuvent également provenir du bulbe).
- les pièces florales de Leucojum sont composées de 6 divisions égales entre elles, ovales et arrondies aux extrémités dont le sommet se rétrécit brusquement en une pointe courte et aigüe tachée de vert, ou de jaune. 3 ou 4 feuilles d'un vert légèrement bleuté émanent d'une tige comprimée à 3 côtés.

Comparaison du Perce-neige et de la Nivéole de printemps
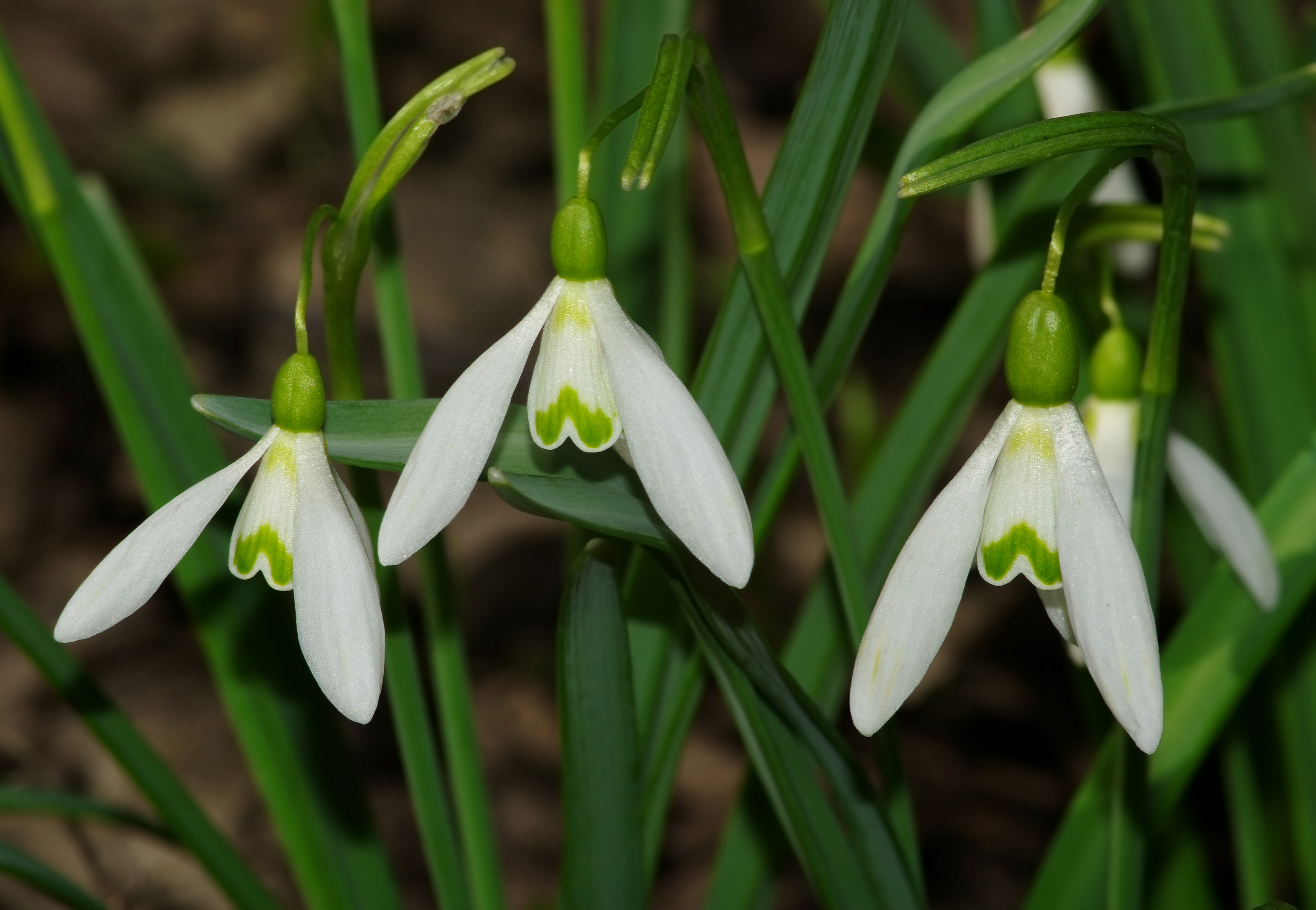
Fleurs et feuillage de Galanthus nivalis, le Perce-neige
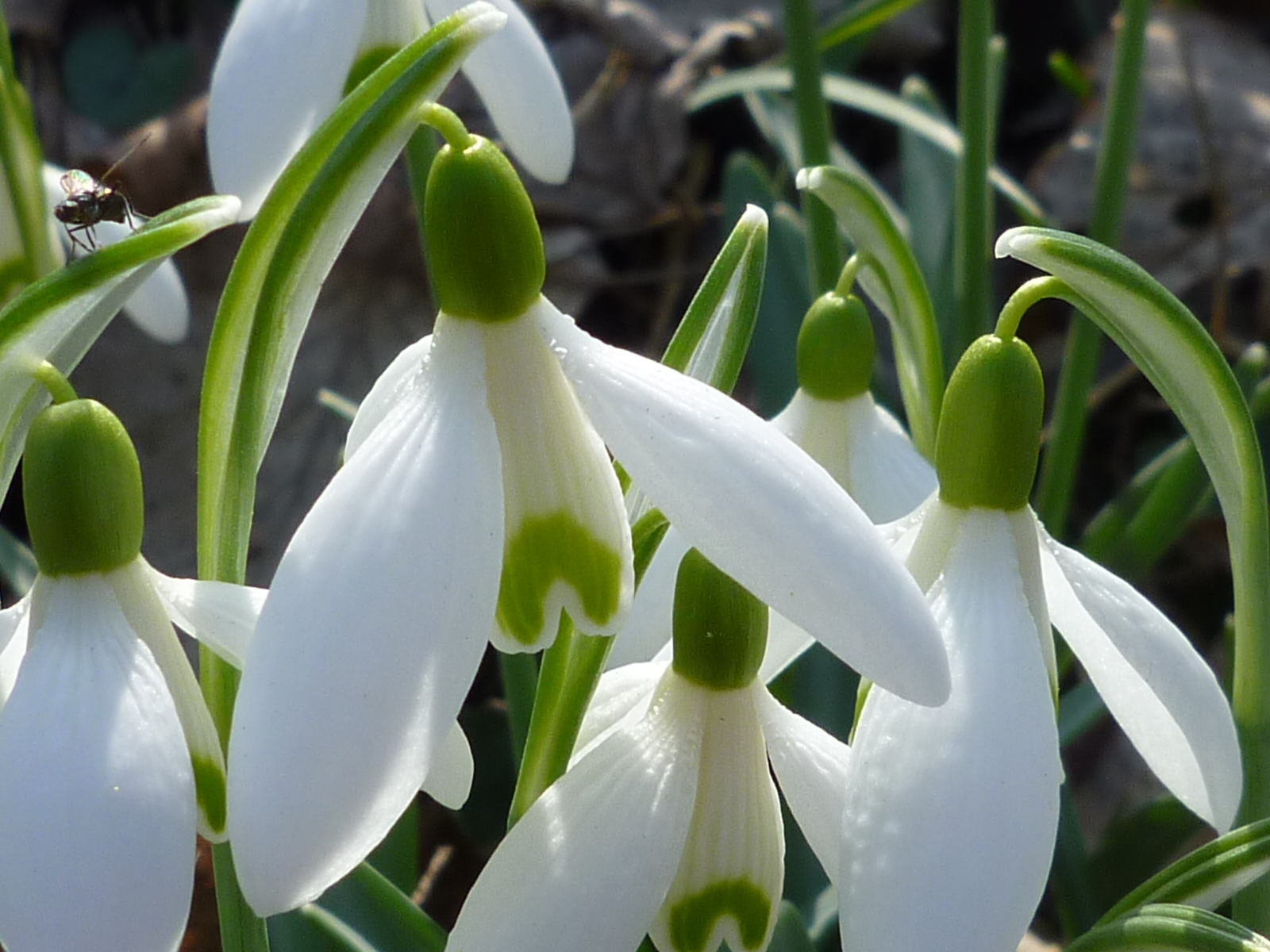
Fleur de Galanthus nivalis
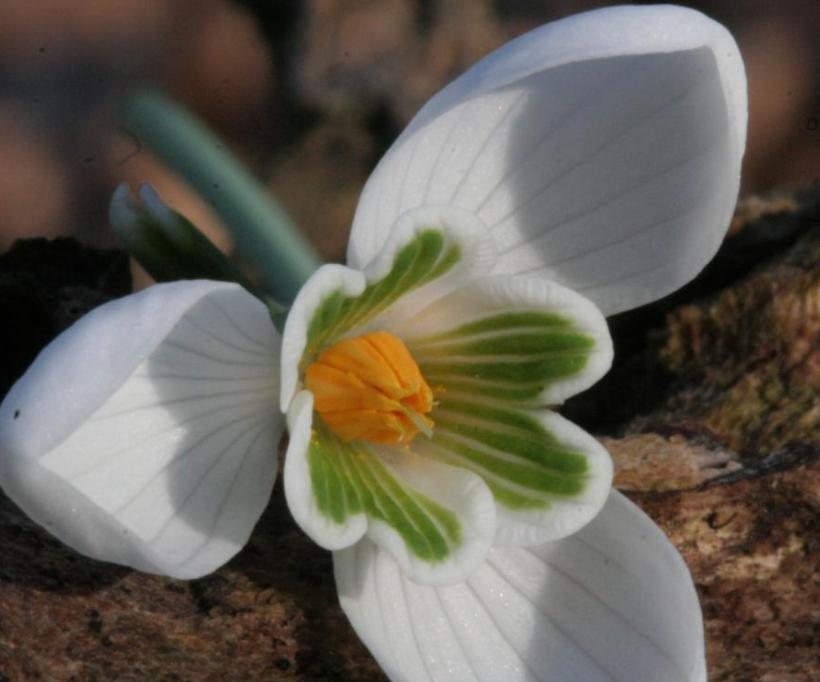
Intérieur de la corolle de Galanthus nivalis
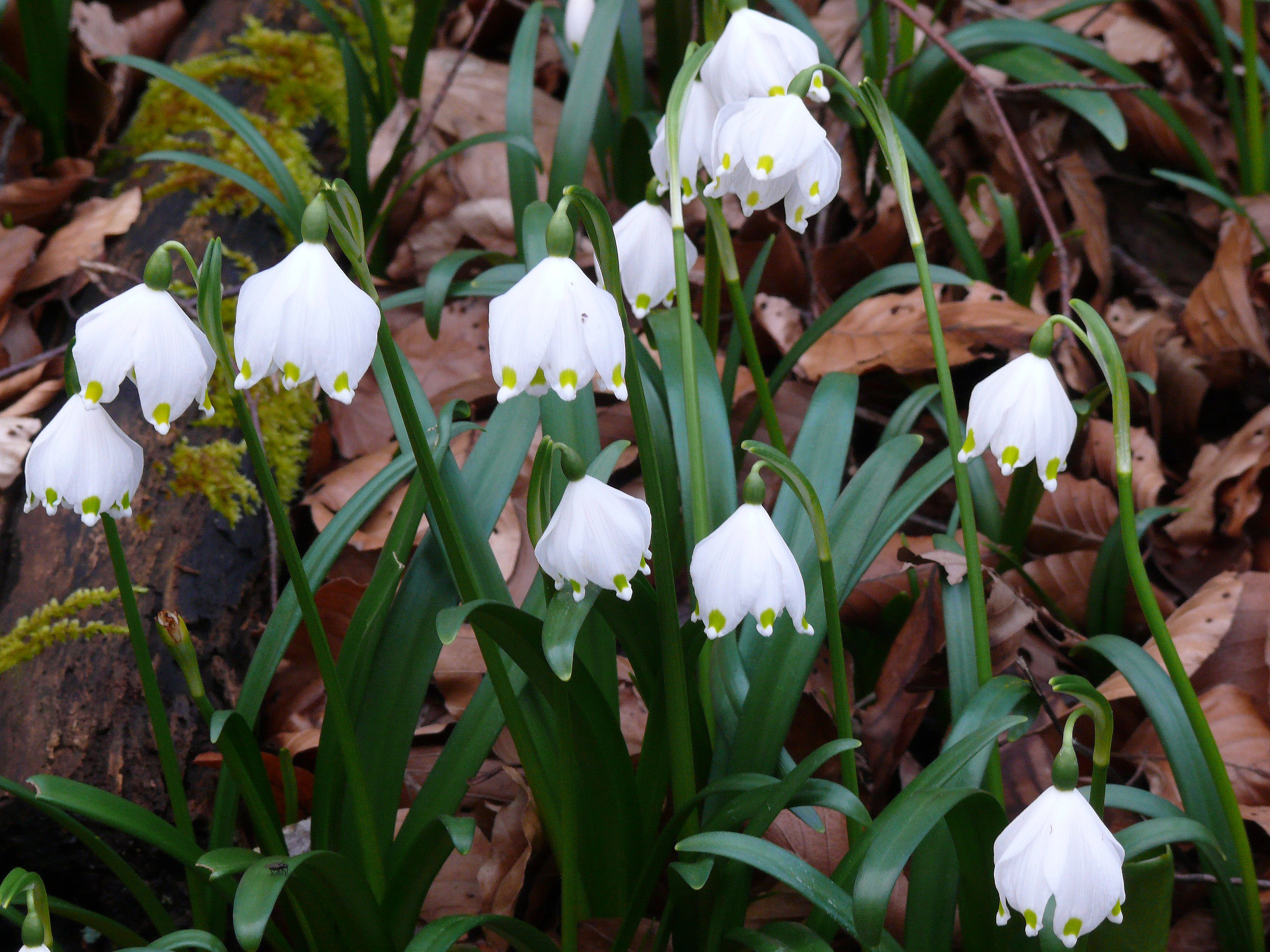
Fleurs et feuilles de Leucojum vernum, la Nivéole de printemps
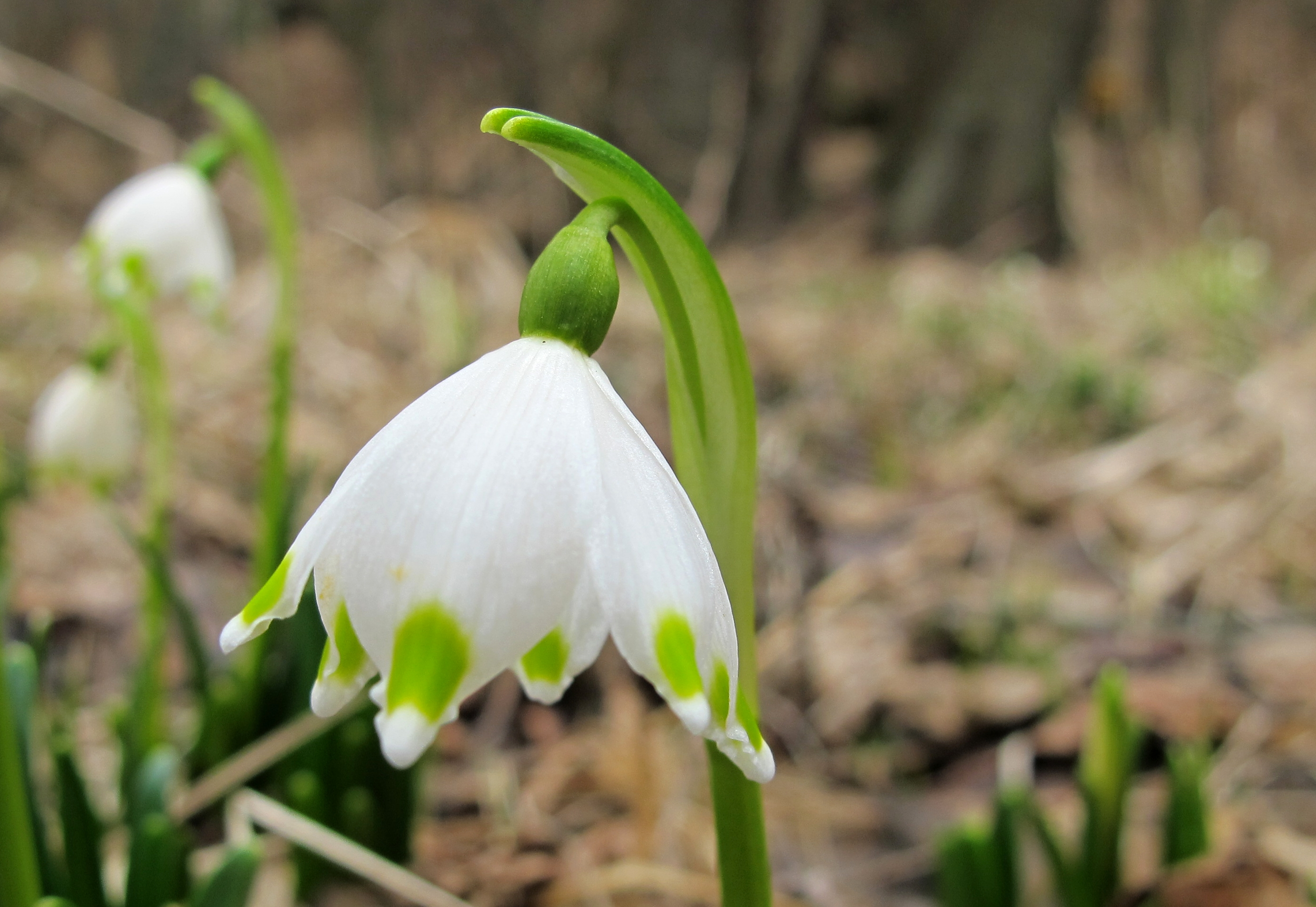
Fleur de Leucojum vernum
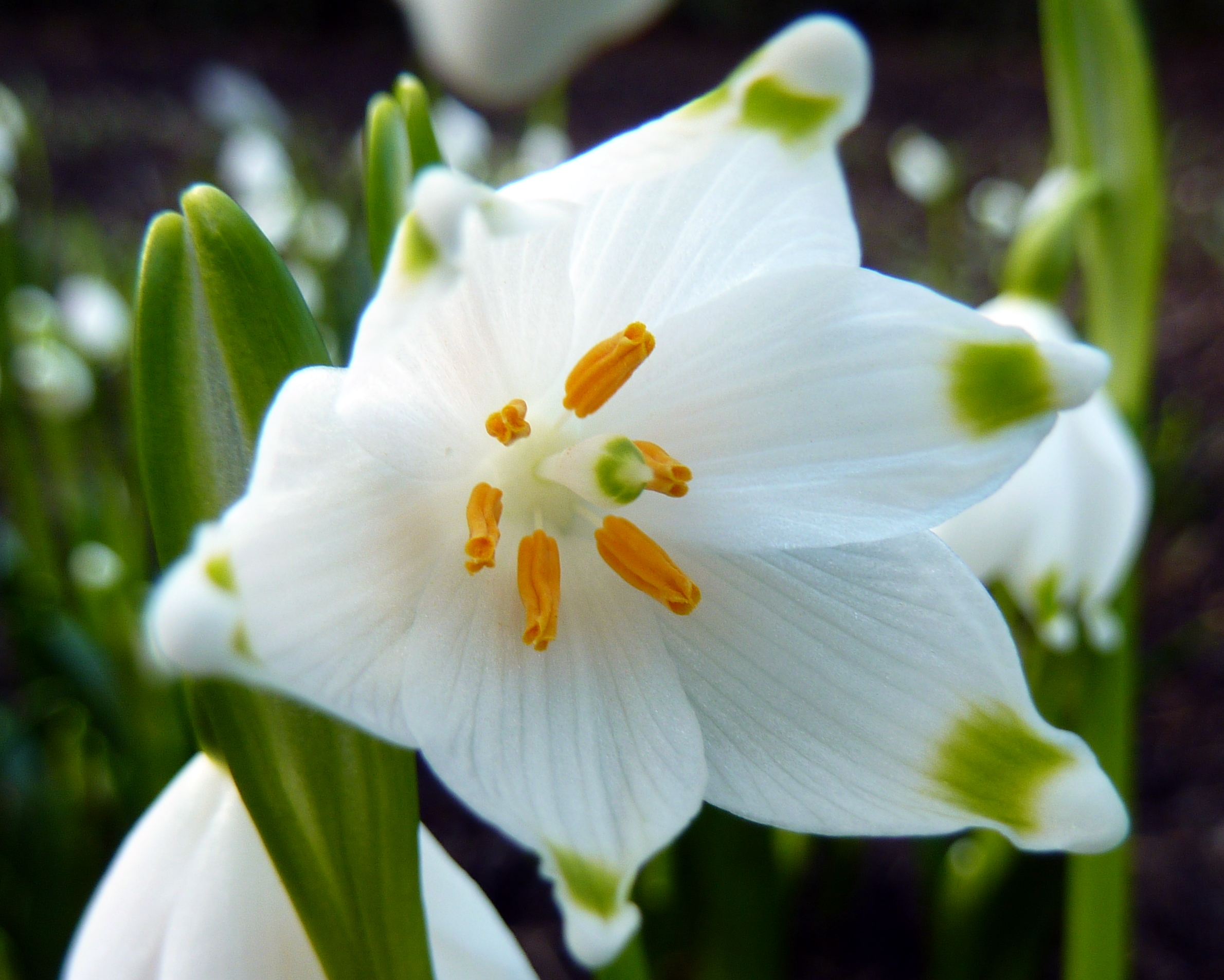
Intérieur de la corolle de Leucojum vernum

Comparaison avec d'autres espèces du genre Galanthus, très rares en pays francophone
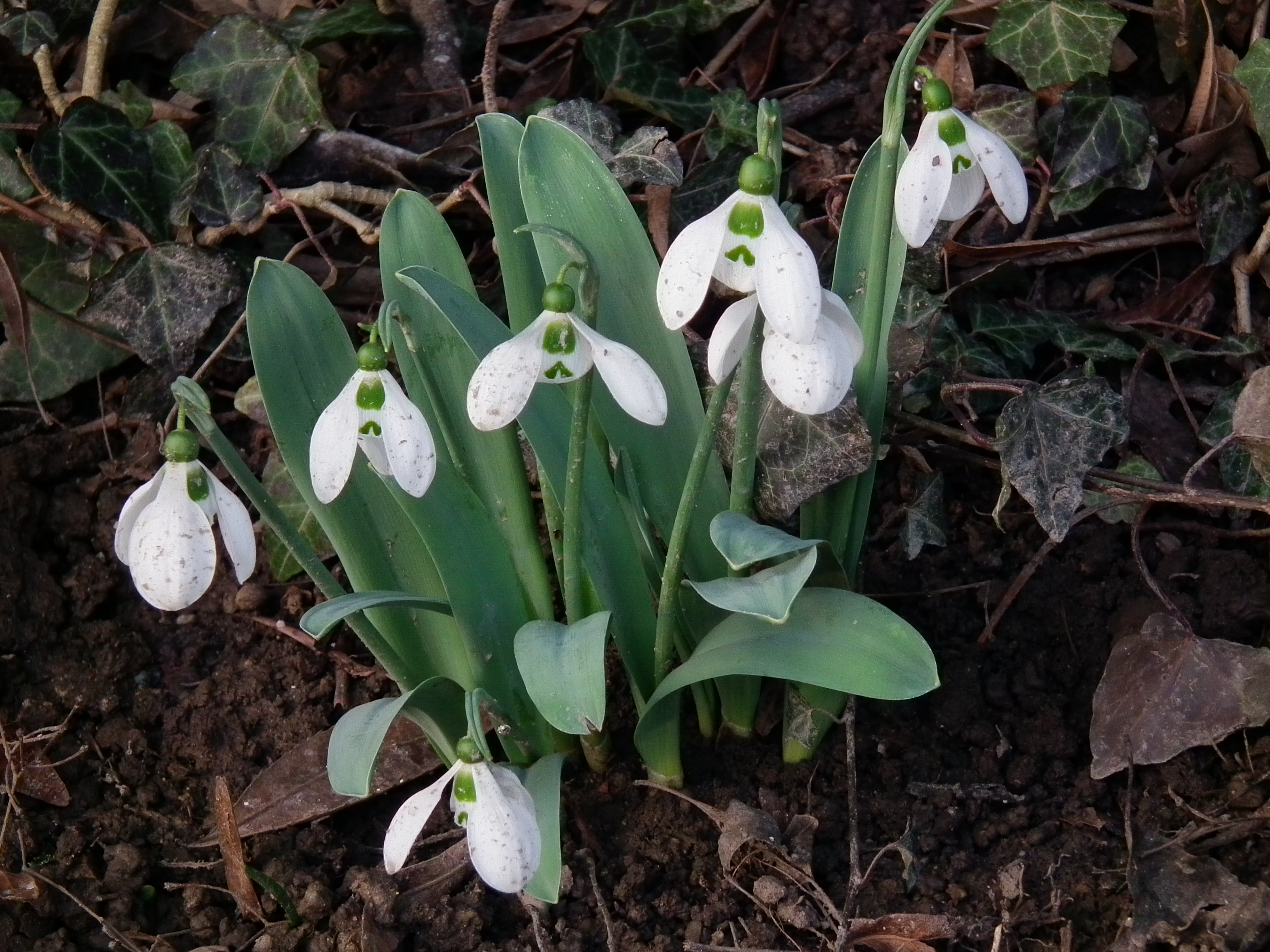
Fleurs et feuillage de Galanthus elwesii, le Perce-neige géant
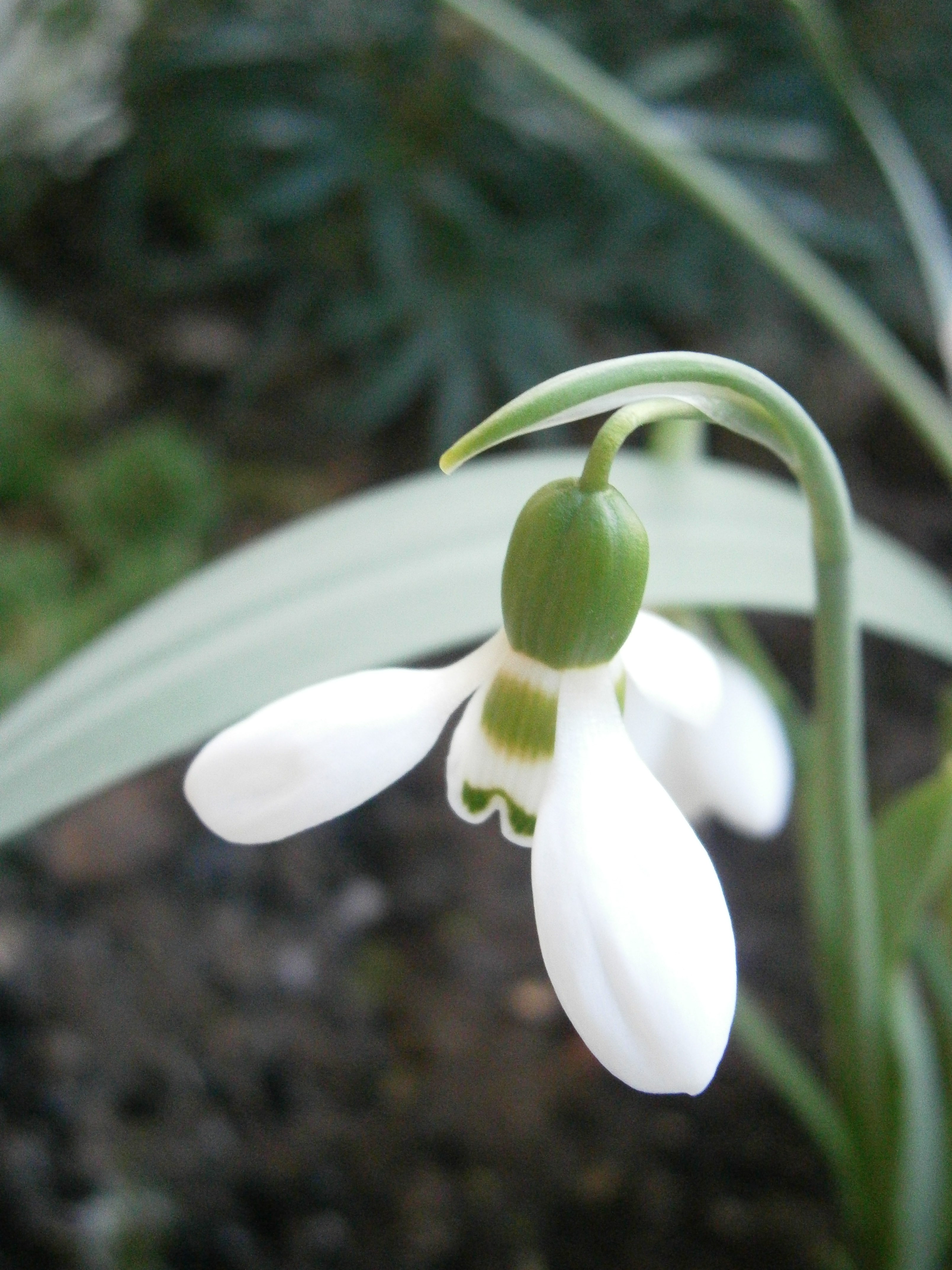
Fleur de Galanthus elwesii
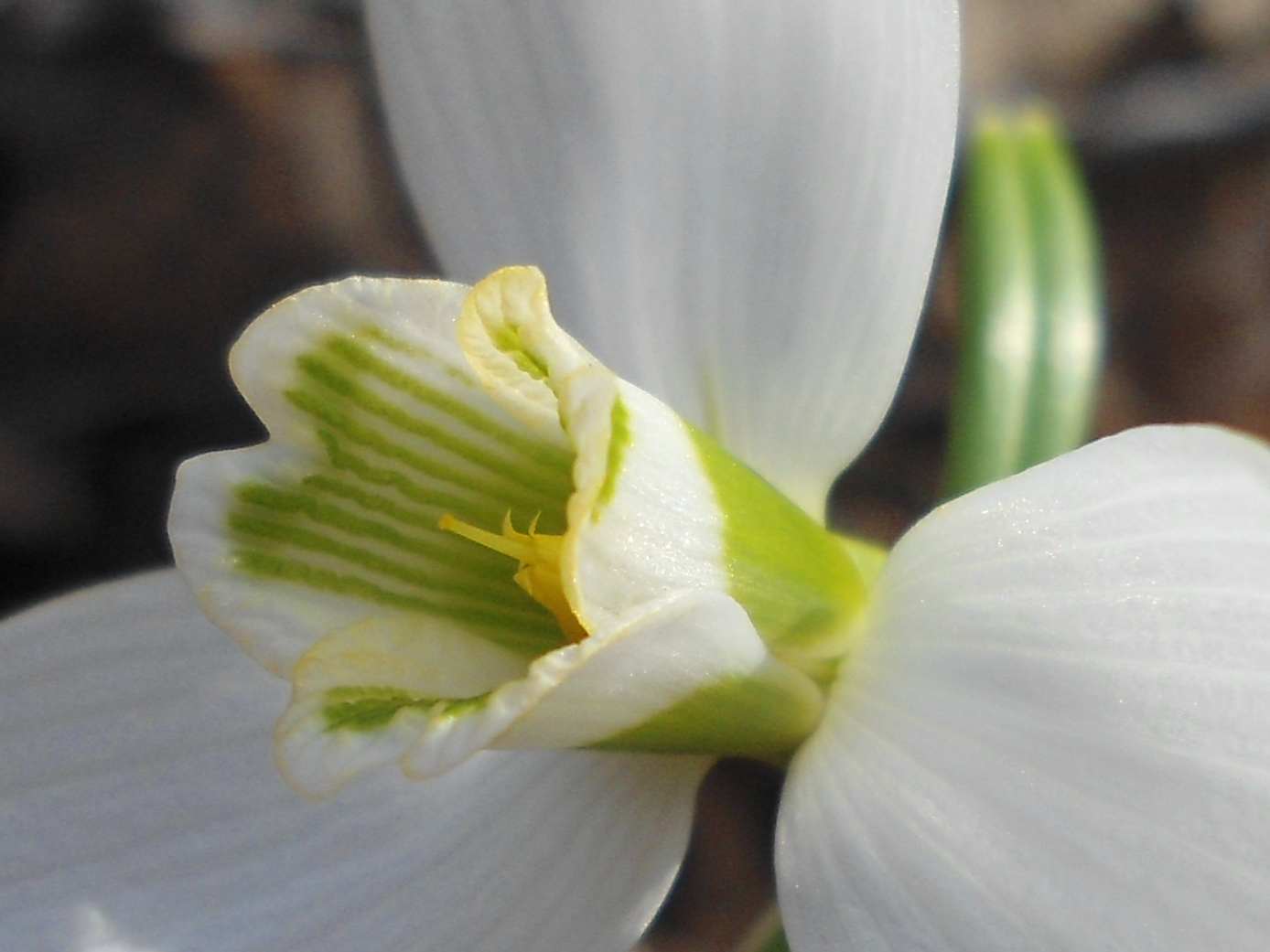
Intérieur de la corolle de Galanthus elwesii
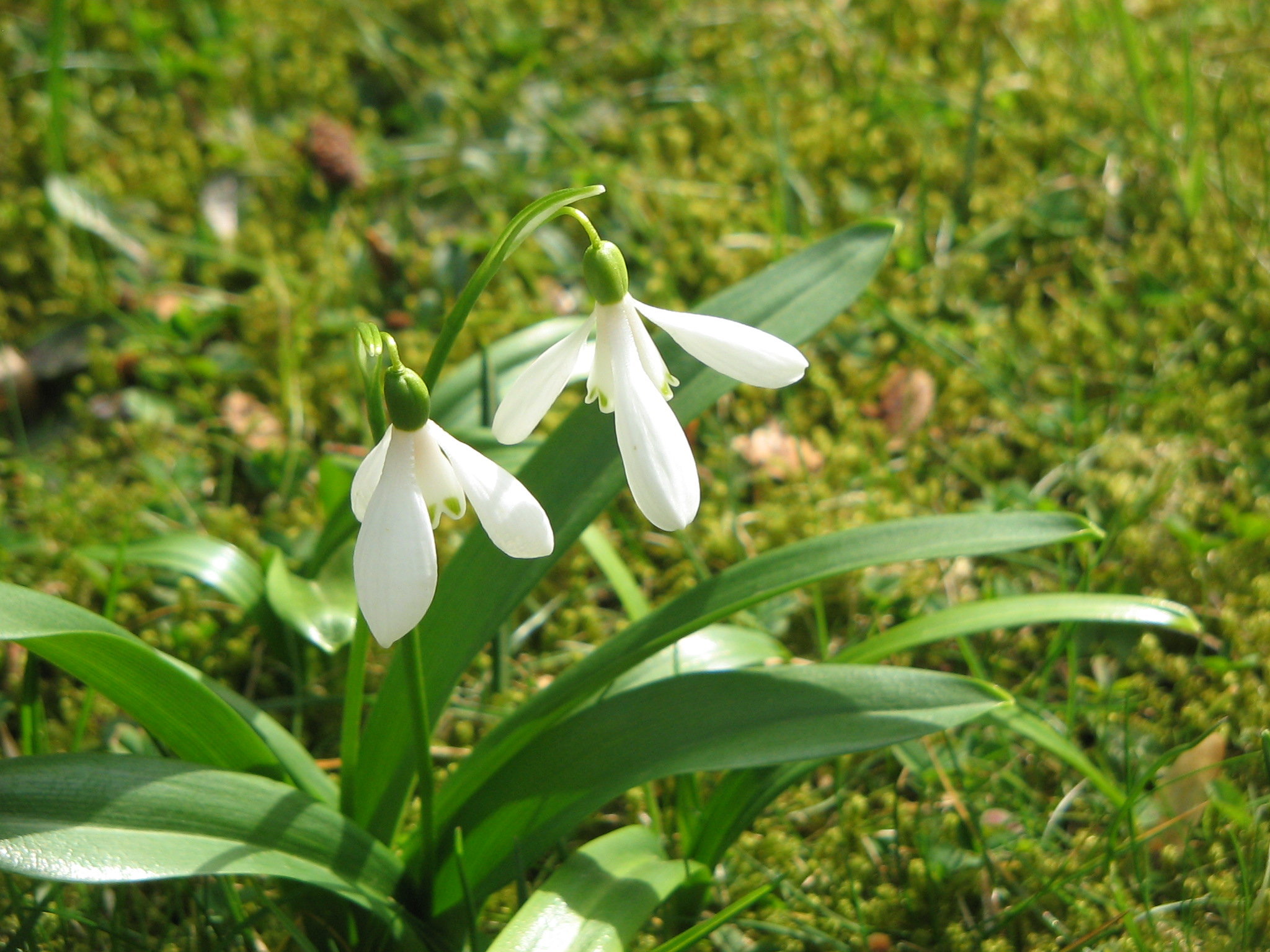
Fleurs et feuillage de Galanthus woronowii, le Perce-neige de Voronov
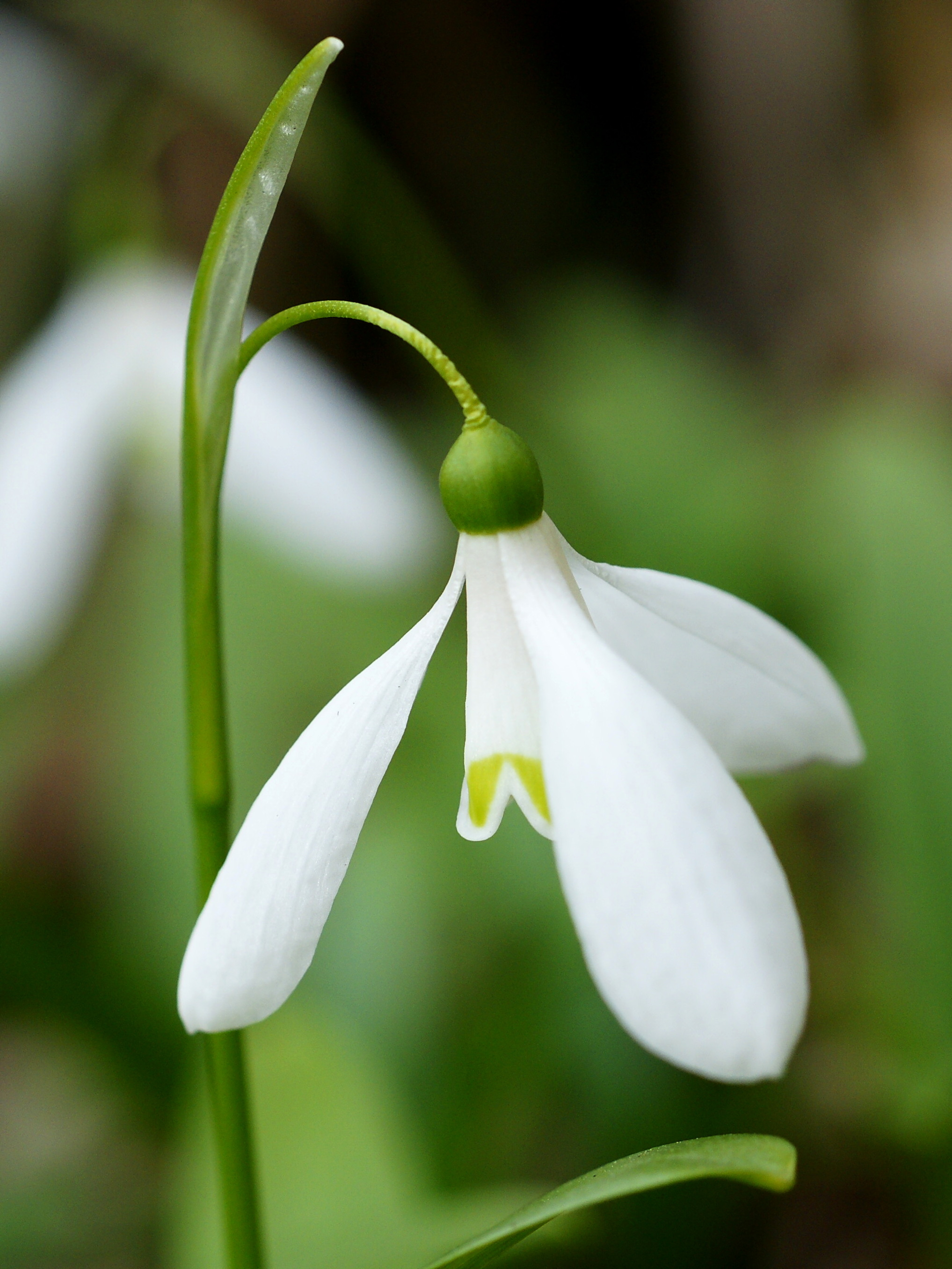
Fleur de Galanthus woronowii
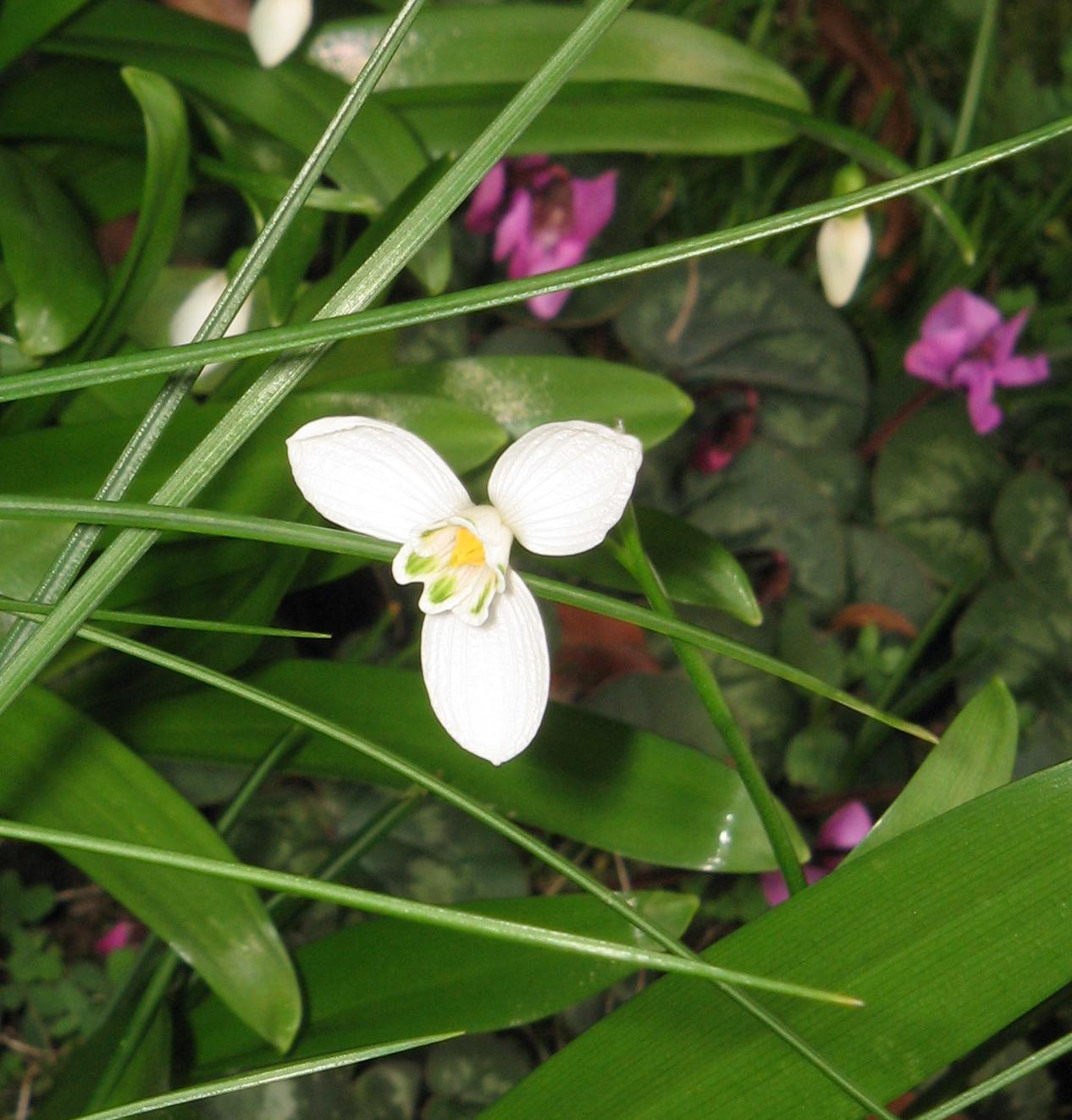
Intérieur de la corolle de Galanthus woronowii

## Étymologie

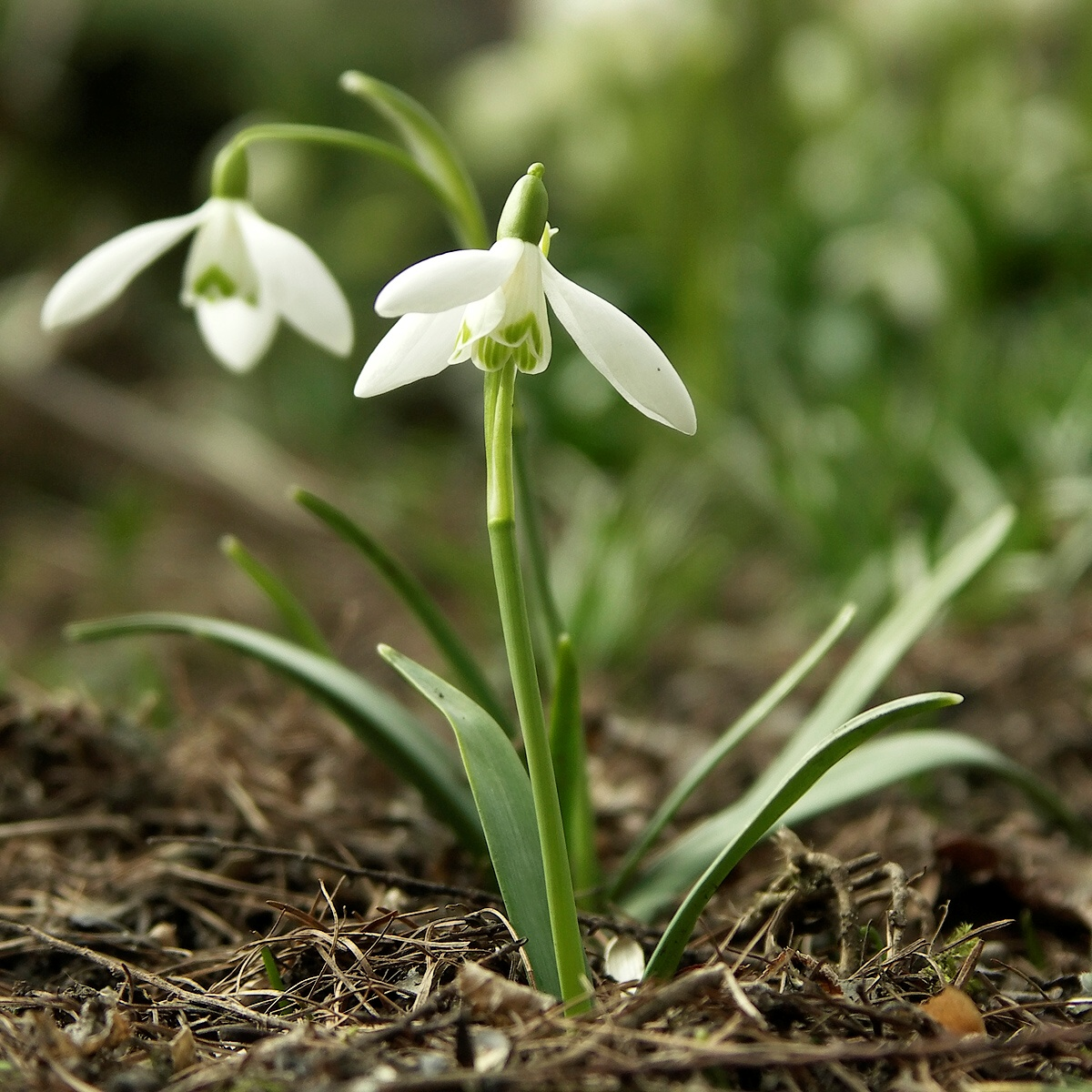
Galanthus nivalis, le Perce-neige (nom recommandé actuellement)

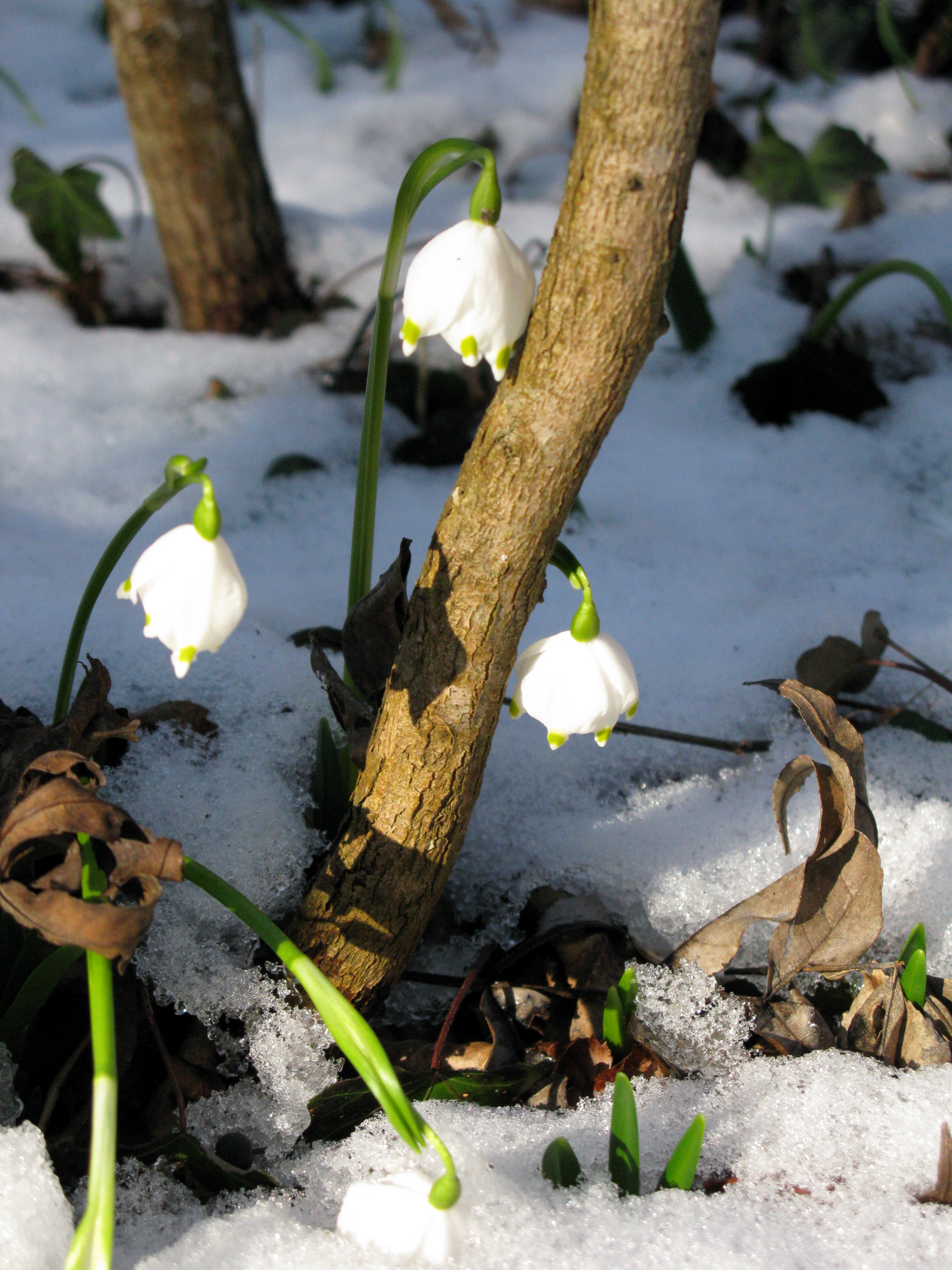
Leucojum vernum, la Nivéole de printemps

Le terme Perce-neige fait référence à la floraison hivernale ou pré-vernale des plantes qu'il désigne et au fait qu'elles puissent se développer alors que la neige est encore présente. Il a également été orthographié Perceneige, Percenege ou encore Perce-nége. Bien que de nombreux noms vernaculaires en langue régionale existent, le succès du terme perce-neige lui vaut des traductions locales. Il est notamment traduit en normand Broque-neige, en occitan Traucanèu, en breton Treuz-erc'h et en wallon Perch'-nège.
La première mention du terme date de 1641 dans le manuscrit poétique de la Guirlande de Julie.
La Perceneige (madrigal)
Sous un voile d'argent la Terre ensevelie
Me produit malgré sa fraîcheur :
La Neige conserve ma vie, 
Et me donnant son nom me donne sa blancheur
Ce manuscrit ne fait pas de distinction entre les différentes espèces que le terme désigne aujourd'hui. Tout au long des siècles ultérieurs, son utilisation est tantôt mentionnée pour l'espèce Galanthus nivalis, tantôt pour Leucojum vernum. En atteste l'usage qu'en font les deux grands auteurs de la flore française du début du XXe siècle, Hippolyte Coste l'utilise pour Leucojum vernum alors que Gaston Bonnier pour Galanthus nivalis.

### Genre grammatical
Le nom perce-neige est tout d'abord féminin (Guirlande de Julie, 1641) et mentionné par l'Académie française du début du XVIIIe siècle comme tel. Cependant, dès 1727, le dictionnaire de Furetière le donne masculin. Par la suite, de nombreuses publications attestent d'un usage régulier des deux genres grammaticaux. Ces deux genres sont actuellement autorisés. Quant au pluriel, deux possibilités existent depuis la réforme de l'orthographe de 1990 : des perce-neige ou perce-neiges.

### Nomenclature scientifique et transcriptions en français
Le perce-neige est connue de Théophraste dans son ouvrage Recherches sur les plantes (Livre VI (8)) sous le nom de Leucoion bulbosum (en grec ancien λευκόια/leukóia, littéralement violette blanche) au IIIe siècle av. J.-C. sans faire de différences entre G. nivalis et L. vernum. Les francisations Leucoyon triphilon ou Leucoyon à trois feuilles (G. nivalis), Leucoyon exaphilon (L. vernum) sont utilisées aux XVIIe, XVIIIe et XIXe siècles. Les transcriptions littérales existent également comme Violier bulbeux, Violier d'hiver ou Treffeulle, avec plus ou moins de précision botanique. Des termes comme Violette blanche ou Violette bulbeuse apparaissent également. Il existe aussi une Gyrophlee blanche, conséquence du partage  de Leucoion avec la Giroflée. Au milieu du XVIIIe siècle, Linné classe les deux espèces en deux genres séparés et les nomme Leucojum et Galanthus, noms toujours en vigueur aujourd'hui. Leurs francisations sont créées respectivement en Leucoie et Galant, Galand, Galanthe, Galanthème ou Galanthine (Le nom "galantine" (sans "h") était déjà donné  aux ancolies). Contemporain de Linné, Lamarck crée en 1782 dans l'Encyclopédie méthodique un autre nom tout aussi ambigu : Nivéole, du latin niveus, neige.

## Symbolique

### Langage des fleurs

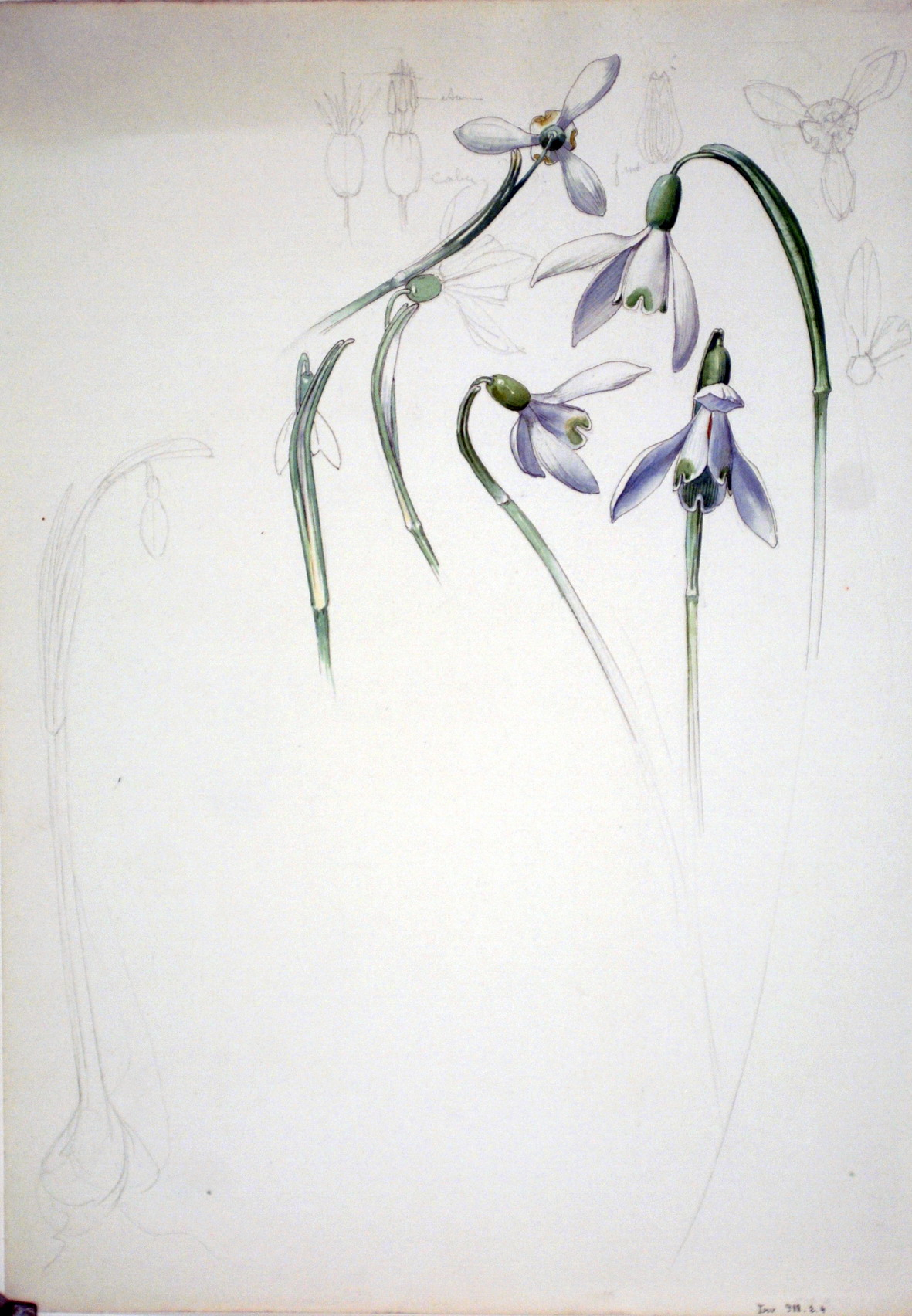
Illustration botanique d'une perce-neige par Henri Bergé

Dans Le langage des fleurs, publié sous le pseudonyme de Charlotte de La Tour, de 1819 à 1827 par Louis-Aimé Martin, puis par Louise Cortambert à partir de 1844 dans un Nouveau langage des fleurs, le perce-neige symbolise la consolation,. Cette symbolique est confirmée dans Les plantes et leurs symboles (2000) d'Anne Dumas.
Dans Le petit livre du langage des fleurs, par Jat, il signifie l'espoir.
Selon la fédération française des artisans fleuristes, offrir le perce-neige est un souhait d'« endurance et félicité pour toujours ».

### Calendrier républicain
- Dans le calendrier républicain, « Perce-neige » était le nom attribué au 4e jour du mois de pluviôse[13].

### Divers
Le Perce-neige est aussi l'emblème choisi par l'association caritative du même nom, créée en 1966 pour venir en aide aux personnes handicapées mentales, à l'initiative de l'acteur Lino Ventura et de sa femme Odette.
Dans la mythologie grecque, le moly est une « plante magique » utilisée comme antidote par Ulysse dans l'Odyssée, que des biologistes ont identifié en 1983 comme étant probablement le perce-neige Galanthus nivalis, qui contient de la Galantamine.
Dans les Matronalia de la mythologie romaine et dans les pratiques culturelles modernes martenitsa et mărțișoare associées au 1er Mars, le Perce-neige est la fleur offerte aux jeunes femmes pour célébrer l'arrivée du printemps,.